# Barzy-sur-Marne
Barzy-sur-Marne är en kommun i departementet Aisne i regionen Hauts-de-France i norra Frankrike. Kommunen ligger  i kantonen Condé-en-Brie som ligger i arrondissementet Château-Thierry. År 2022 hade Barzy-sur-Marne 399 invånare.

## Befolkningsutveckling
Antalet invånare i kommunen Barzy-sur-Marne
Referens: INSEE